# Geotria
Geotria – monotypowy rodzaj minogów z również monotypowej rodziny Geotriidae. Wcześniej był klasyfikowany w obrębie minogowatych, gdzie Geotriinae była podrodziną.
Jedynym gatunkiem zaliczanym do Geotriidae, a tym samym jej gatunkiem typowym jest występujący na półkuli południowej:
- Geotria australis – minóg południowy[5]